# Elwesia
Elwesia is een geslacht van vlinders van de familie uilen (Noctuidae), uit de onderfamilie Cuculliinae.

## Soorten
- E. diplostigma Hampson, 1894
- E. nigripalpis Warren, 1911
- E. pallida Warren, 1911